# Pianello
Pianellu mi pare un forte
Tuttu cintu à muraglioni
Per entre ci sò duie porte
È chjose ch'elle sò quesse
A chì c'entre ùn pò più sorte.»
(Paghjella del Bozio.)
Pianello (in corso U Pianellu) è un comune francese di 75 abitanti situato nel dipartimento dell'Alta Corsica nella regione della Corsica.

## Società

### Evoluzione demografica
Abitanti censiti